# Scioglimento parlamentare

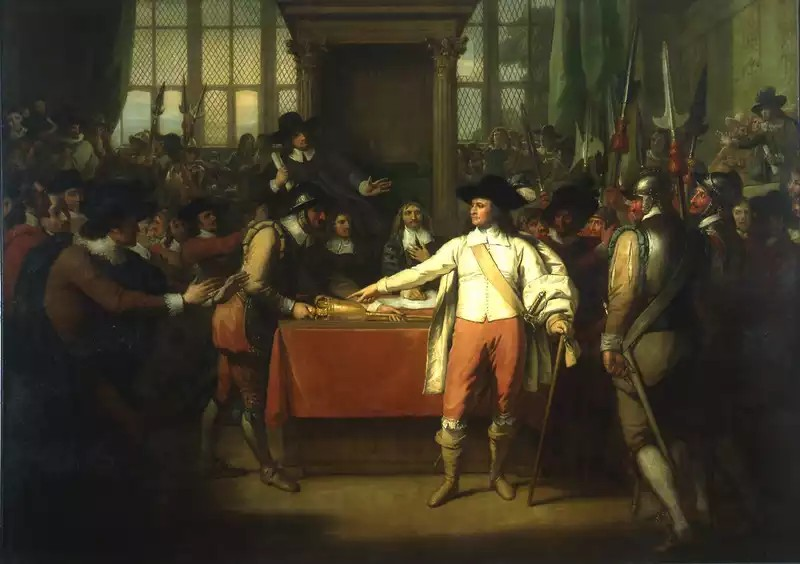
Oliver Cromwell scioglie il Lungo Parlamento, olio su tela di Benjamin West (1782)

Lo scioglimento di un’assemblea legislativa (o che dir si voglia parlamento) è un istituto giuridico, spesso prerogativa di un capo di Stato e contemplata dunque da una Costituzione, che comporta le dimissioni simultanee ed obbligatorie di tutti o parte dei membri, di solito anticipatamente rispetto alla fine naturale del mandato (ma non sempre), del suddetto organo legislativo, in previsione, generalmente, di un rinnovo elettorale o di un insediamento che comporti la formazione di una successiva nuova assemblea.
Esso, tipico dei sistemi parlamentari e semipresidenziali (ma anche di alcuni sistemi presidenziali e misti), si differenzia dal suo aggiornamento o proroga, o ancora dalla fine di una sessione parlamentare, poiché ciascuno di questi istituti dà inizio a un periodo di inattività (chiamato “Pausa parlamentare”) dopo cui si prevede che gli stessi membri in carica si riuniscano nuovamente.
Altresì, tale istituto si differenzia dall'abolizione dell'assemblea o, sebbene porti a pari effetti giuridici, da un suo scioglimento “coatto” (spesso effettuato per decreto o vi et armis da individui di potere, ribelli o dalle forze armate in seguito a rivoluzioni, guerre o colpi di stato), poiché, in questi casi, vi è essenzialmente una violazione o una forzatura irrazionale del dettato costituzionale o, quantomeno, dell’ordinario assetto istituzionale di tipo civile, frequentemente senza la previsione di un imminente o certo rinnovo elettorale o, in altri casi, processo costituente.

## Descrizione del funzionamento per tipo di ordinamento

### Europa continentale

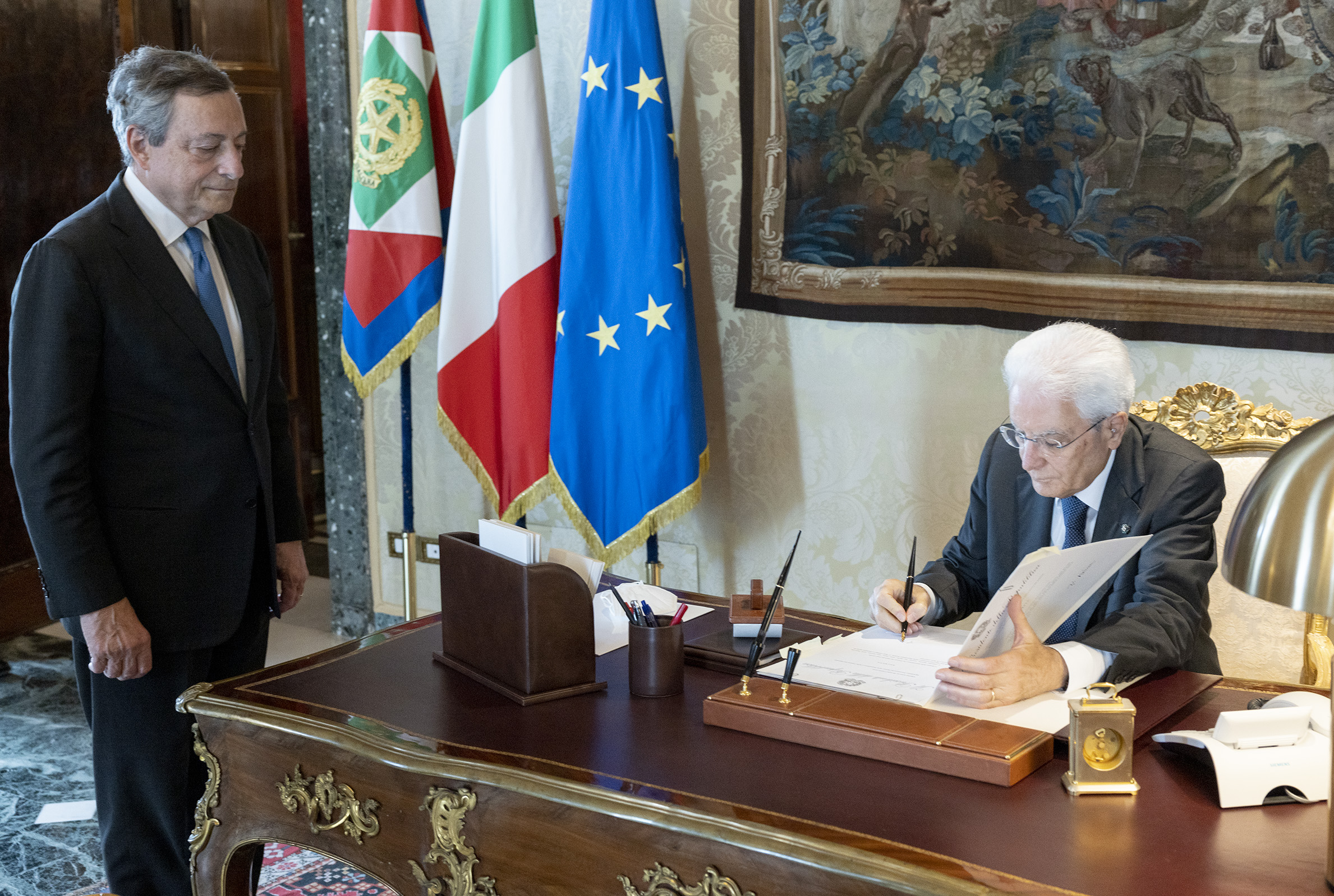
Il Presidente della Repubblica Italiana Sergio Mattarella firma il decreto di scioglimento delle Camere alla presenza del Presidente del Consiglio Mario Draghi (21 luglio 2022)

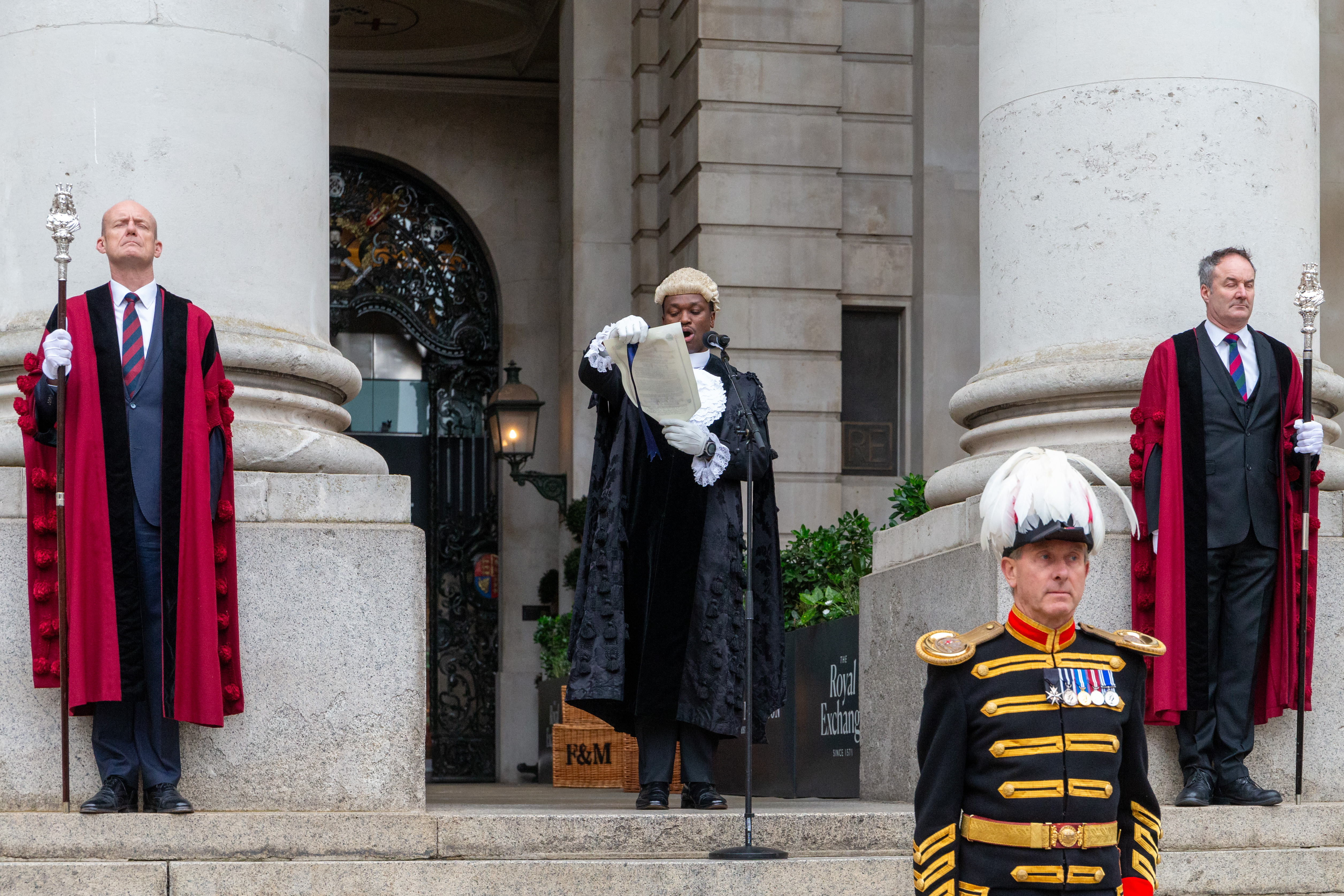
Major Peter Oweh, Common Cryer e Serjeant-at-Arms della Città di Londra, legge la proclamazione di scioglimento al Royal Exchange di Londra (31 maggio 2024)

Nella maggior parte dei paesi dell’Europa continentale, lo scioglimento non ha effetto immediato – vale a dire, uno scioglimento innesca semplicemente un’elezione, ma l’assemblea uscente (o, in alcuni ordinamenti, la deputazione permanente) continua nel suo mandato (seppur, spesso, aggiornando la seduta ad un certo momento) ed i suoi membri, o parte di essi, rimangono in carica finché un’assemblea entrante si riunisca per la prima volta. In questi sistemi, tuttavia, le elezioni ordinariamente programmate si tengono spesso prima che l'assemblea raggiunga la fine di un periodo fisso (o al massimo in un congruo periodo successivo costituzionalmente accettato) e non richiedono dunque uno scioglimento anticipato, dato che questo è automaticamente attuato al termine effettivo del mandato.

### Sistemi Westminster

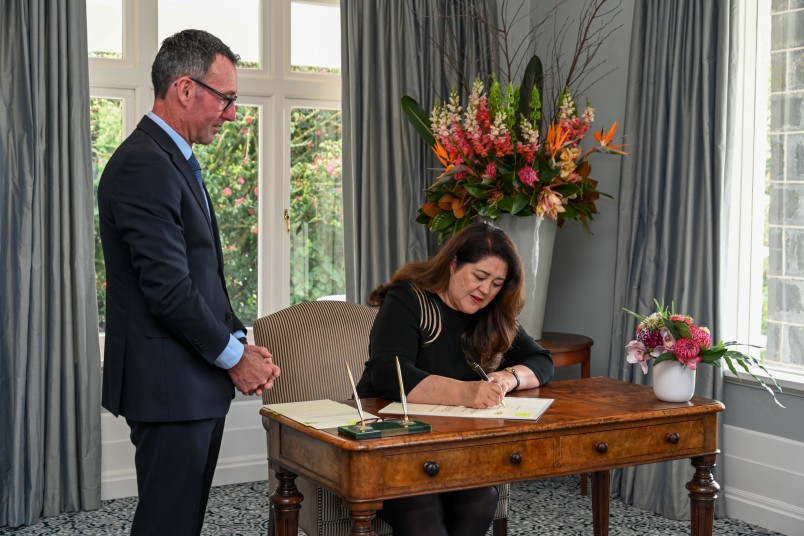
La Governatrice generale della Nuova Zelanda, Cindy Kiro, firma il decreto di scioglimento del Parlamento del paese alla presenza del Capo dell’autorità elettorale neozelandese Karl LeQuesne (10 settembre 2023)

Nella maggior parte dei sistemi Westminster, invece, lo scioglimento pone legalmente fine all'esistenza dell'assemblea, determinando un temporaneo “vuoto di potere”, che può essere colmato in circostanze particolari “richiamando”, se necessario, l’assemblea uscente. Per questa peculiarità, i sistemi di Westminster prevedono anche scioglimenti attivabili automaticamente al termine di un termine fisso o massimo, poiché l'atto stesso di scioglimento è sinonimo della scadenza del mandato dell'assemblea.

## Possibili origini
Scioglimenti anticipati possono essere possibili per risolvere conflitti insanabili nel rapporto tra gli organi, fallimenti nell’ottenimento della fiducia, stalli prolungati tra l'esecutivo ed il legislatore o ancora per cercare o confermare un sostegno politico. Alcuni sistemi consentono anche un auto-scioglimento con voto dell’assemblea, ma a volte ciò è possibile anche tramite un'azione esecutiva, specie nei sistemi autoritari.

## Nel bicameralismo
In una legislatura bicamerale, infine, in base all’ordinamento ed ai poteri delle camere, lo scioglimento può applicarsi congiuntamente o separatamente alla camera bassa (spesso quella rappresentante il volere popolare più diretto) ed alla Camera alta (spesso rappresentante istanze regionali, federali o super partes), oppure può applicarsi solo alla Camera bassa, con la Camera alta quasi mai completamente sciolta. In un sistema bicamerale in stile Westminster, l'espressione "scioglimento del parlamento" si riferisce tipicamente allo scioglimento della camera bassa.

## Esempi nel mondo

### Italia
Nell’ordinamento costituzionale italiano, il Presidente della Repubblica ha l'autorità, ai sensi dell’Art. 88 della Costituzione, di sciogliere il Parlamento (o anche una sola camera, sebbene ciò non sia mai successo) ed indire, di conseguenza,  nuove elezioni, fino alle quali vengono estesi i poteri del Parlamento e del Governo uscenti; tuttavia, il Presidente perde tale autorità durante il cosiddetto “semestre bianco”, ovvero gli ultimi sei mesi del suo mandato settennale, a meno che tale periodo non coincida almeno in parte con gli ultimi sei mesi del quinquennio del Parlamento.
Sebbene tecnicamente possa esercitare tale potere a piacimento, accade sempre che dopo ogni dimissione del Consiglio dei Ministri, che possono essere decise liberamente dal Presidente del Consiglio, o causate da un voto di sfiducia, o ancora dopo delle elezioni politiche inconcludenti, il Presidente consulti i Presidenti dei due rami del Parlamento, le delegazioni dei gruppi parlamentari e dei senatori a vita al fine di trovare qualcuno che possa essere nominato capo del governo e guidare un nuovo governo con la fiducia di entrambe le Camere. Qualora ciò non sia possibile, il Presidente scioglie il Parlamento ed indice una nuova tornata elettorale. Dall'entrata in vigore della Costituzione nel 1948, il Parlamento italiano è stato sciolto nove volte prima della fine del suo mandato quinquennale, nel 1972, 1976, 1979, 1983, 1987, 1994, 1996, 2008 e 2022.

### Regno Unito di Gran Bretagna ed Irlanda del Nord
Lo scioglimento del Parlamento del Regno Unito avviene automaticamente cinque anni dopo il giorno in cui il Parlamento si è riunito per la prima volta a seguito di un'elezione generale, o in una data anteriore mediante proclamazione reale su richiesta del primo ministro. Tuttavia, secondo i Lascelles Principles - con cui, nel 1951, furono informalmente positivizzate le convenzioni costituzionali britanniche - il monarca inglese può rifiutare lo scioglimento della Camera: Leopoldo Elia li richiamava per dimostrare che non sarebbe richiesto in buona fede uno scioglimento utile per riportare la disciplina all’interno del partito di maggioranza, invece che per rafforzarlo nella sua unitarietà nella competizione con l’opposizione. 
La prerogativa regia di sciogliere la Camera dei comuni è stata confermata e disciplinata dal Dissolution and Calling of Parliament Act 2022, che ha anche abrogato il Fixed-term Parliaments Act 2011. In virtù delle modifiche così apportate all'Allegato 1 del Representation of the People Act del 1983, lo scioglimento del Parlamento innesca automaticamente le elezioni generali.